# 라 마드라스트라 (2005년 텔레노벨라)
《라 마드라스트라》(스페인어: La madrastra)은 2005년 방영된 멕시코의 텔레노벨라이다.